# SWAT

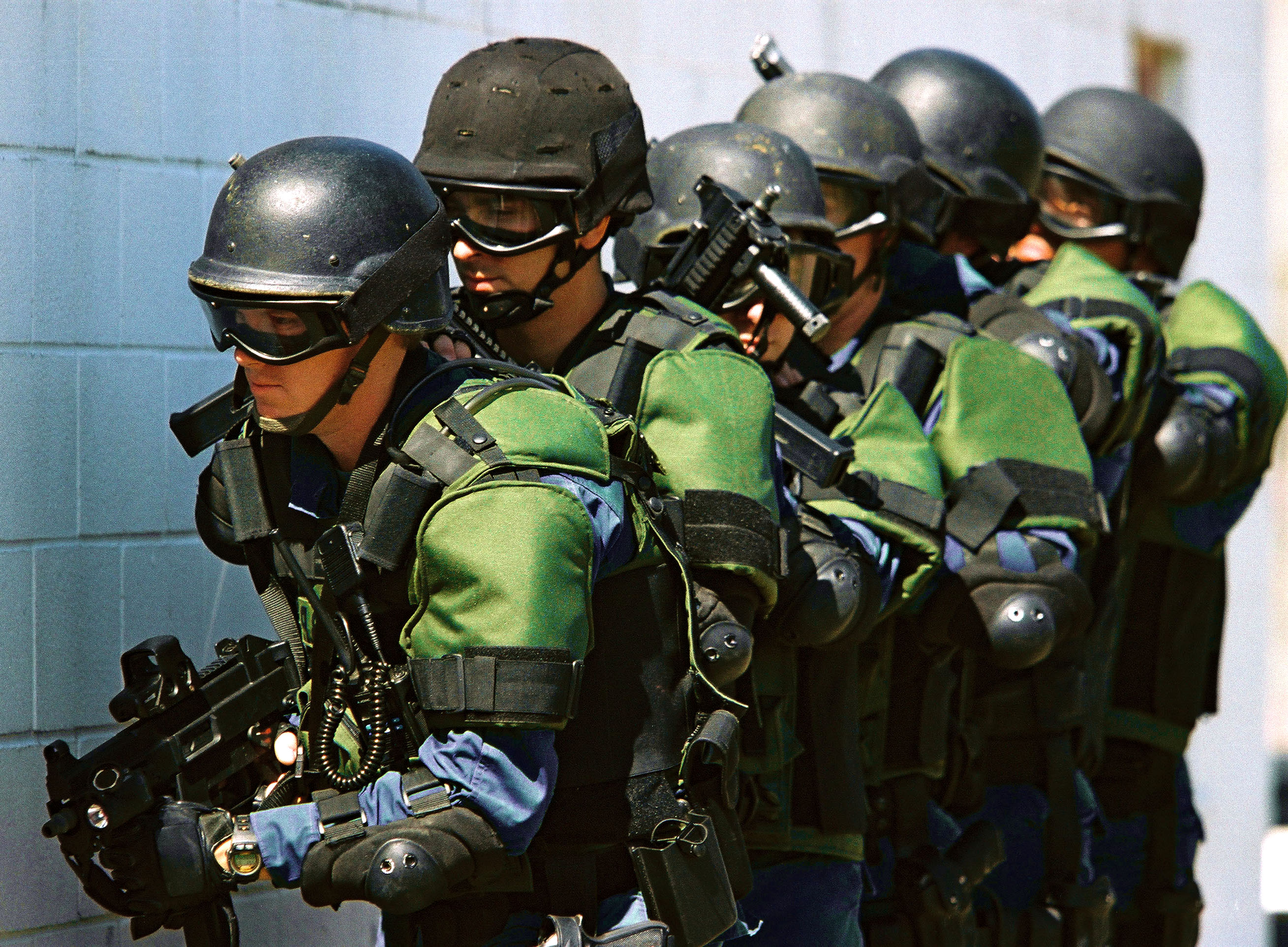
Polismän från den amerikanska gränsbevakningen - specialenheter är ofta effektivt bepansrade och beväpnade.

SWAT (akronym för special weapons and tactics); är vanligt förekommande benämning för polisiära insatsstyrkor i USA. SWAT består av specialtränade poliser som kallas in när farliga situationer uppstår som inte den vanliga polisen klarar av. SWAT-medlemmarna delas upp i mindre grupper, oftast med fyra eller fem man i varje. Alla SWAT-medlemmar besitter olika specialkunskaper såsom prickskytte, förhandlingsteknik och kunskaper inom sprängämnen och speciella vapen. Andra benämningar av insatsstyrkor är t.ex. SRT (special response team) eller ERT (emergency response team).

## Historia
Den första SWAT-enheten grundades i Los Angeles 1967. Den dåvarande inspektören Daryl Gates hade fått i uppdrag att få stopp på de våldsamheter som drabbade Los Angeles på 1960-talet. Det började med Watts-upploppet 1965 då nästan hela LAPD var delaktiga. LAPD hade inga metoder för att kunna organisera så mycket personal och det slutade med 34 döda, 1  100 skadade och 4 000 gripna. 
Det följdes upp i Austin, Texas 1966 då den tungt beväpnade Charles Whitman klättrade upp i tornet på University of Texas och började skjuta på människorna nedanför. Även där beordrades nästan alla poliser till universitetet för att gripa Whitman. Innan Whitman sköts till döds av polisen hann han döda 15 människor och skada 31. Vid båda dessa tillfällen hade polisen så mycket personal på plats att kaos och en ännu hotfullare situation skapades istället för motsatsen.
Dessutom hade polisen med hjälp av sina informatörer inom dåtidens våldsamma organisationer såsom Weather Underground (tidigare Weatherman), The Black Panthers (Svarta pantrarna) och Symbionese Liberation Army (SLA) (Symbiotiska befrielsearmén) fått information om att dessa grupper hade tillgång till många tunga automatvapen. Polisen i Los Angeles var på den tiden endast utrustade med en vanlig pistol och skulle därför vara chanslösa mot dessa grupper. 
Gates förstod att han var tvungen att agera. Men det var en annan polis, John Nelson, som kom på idén med en specialtränad grupp poliser med kraftigare vapen än den vanliga polisen. Gates godkände idén och den fick till en början namnet Special Weapons Attack Team. Men namnet godkändes inte av Gates chef Ed Davies, som var tredje högst chef inom LAPD. Så namnet ändrades till Special Weapons And Tactics.
Skapandet av SWAT var högst kontroversiellt. Folk trodde att en polisiär enhet med tyngre vapen bara skulle förvärra situationer. De första SWAT-medlemmarna var nyss hemkomna soldater från Vietnam och deras vapen var beslagtagna från gatan. Deras första bil var en ommålad brödbil. Efter några framgångsrika insatser av SWAT-team så kom sedan teamen bli en etablerad del av USA:s poliskår och likartade grupper har sedan också etablerats i andra länders poliskårer.
I Sverige finns förmågan inom primärt i form av de förstärkta regionala insatsstyrkorna (tidigare kallade Piketen). Den nationella insatsstyrkan är en kontraterrorenhet mer lik enheter som FBI HRT och tyska GSG9 än de traditionella SWAT-enheterna i USA.

## Liknande enheter i andra länder
- Beredskapstroppen, Norge
- Berkut, Ukraina
- Yamam, Israel
- Bijzondere Bijstands Eenheid (BBE), Nederländerna
- EKO Cobra, Österrike
- Emergency Response Unit (ERU), Garda Síochána, Irland
- Federal Police Special Units, Belgien
- GIGN, Frankrike
- Grupo Especial de Operaciones (GEO), Spanien
- Grupo de Operações Especiais (GOE), Portugal
- GSG 9, Tyskland
- Nucleo Operativo Centrale di Sicurezza (NOCS), Italien
- Osasto Karhu, Finland
- Politiets Aktionsstyrke (AKS), Danmark
- OMON, Ryssland
- Specialist Firearms Command (CO19), Storbritannien
- Spezialeinsatzkommando (SEK), Tyskland
- Víkingasveitin, Island
- Zentrale Unterstützungsgruppe Zoll, Tyskland
- Förstärkta regionala insatsstyrkor (Piketen), Sverige
- Nationella insatsstyrkan, Sverige
- Grupo de Operaciones Policiales Especiales (GOPE), Chile

## Källhänvisning
- ”Information om SWAT, på LAPD:s webbplats”. http://www.lapdonline.org/inside_the_lapd/content_basic_view/848. Läst 12 april 2007.

- History Channels dokumentär om grundandet av SWAT